# 生き残れ
『生き残れ』（いきのこれ）は、NHK総合テレビで、2005年5月に放送されたテレビドラマの特別番組である。

## 概要
井上由美子がマラッカ海峡で起こった海賊事件のルポルタージュを読んだのをきっかけに制作されたドラマである。

## 放送日時
全てJSTで表記。
- NHK BS hi：2005年5月4日 20:00 - 21:14
- NHK総合：2005年5月14日 19:30 - 20:44

## キャスト
- 今井孝彦 - 阿部寛
- 栗原俊介 - 塩谷瞬
- 勝呂啓二 - 山野史人
- 坂崎まなみ - 佐藤寛子
- 綿貫隆 - 小沢仁志[1]
- リン - ナオコ・シーナ

## スタッフ
- 脚本：井上由美子
- 演出：加藤拓
- 制作：内藤愼介、一柳邦久
- 音楽：川崎真弘
- 主題歌：B'z「パルス」（アルバム『THE CIRCLE』収録）